# Napier (Pennsylvania)
Napier  è una township degli Stati Uniti d'America, nella contea di Bedford nello Stato della Pennsylvania. Secondo il censimento del 2000 la popolazione è di 2.145 abitanti.

## Società

### Evoluzione demografica
La composizione etnica vede una maggioranza della razza bianca (98,74%) seguita da quella degli afroamericani (0,61%), dati del 2000.
| township di Napier Popolazione |       |
| 2000                           | 2.145 |
| Stima al 2009                  | 2.122 |